# DVB-T
DVB-T (англ. Digital Video Broadcasting — Terrestrial) — европейский стандарт эфирного цифрового телевидения, один из семейства стандартов DVB. Данный стандарт активно замещается стандартом второго поколения — DVB-T2, с которым несовместим на уровне приёмо-передающей аппаратуры, но совместим с ним по инфраструктуре развёртывания вещательной сети.
DVB-T предназначен для передачи единого транспортного потока MPEG-TS с цифровыми сервисами (мультиплекса), используя модуляцию COFDM, со скоростью до 31 Мбит/с.

## Техническое описание
Используемая в стандарте DVB-T модуляция COFDM разбивает цифровой поток данных на большое количество более медленных цифровых потоков, каждый из которых в цифровой форме модулируют ряд близко расположенных смежных несущих частот. Микросхемы устройств, осуществляющих модуляцию, могут работать с количеством несущих, равным какой-либо степени числа два, поэтому было выбрано ближайшее число {\displaystyle 8192=2^{13}}, режим получил название «8k». Для ускорения принятия стандарта требования к одночастотной сети снизили, ограничившись числом несущих {\displaystyle 2048=2^{11}}, режим «2k». В итоге была принята единая спецификация «2k/8k».
В стандарте используются два значения длительности активной части символов (Т) — 224 мкс для режима «2k» и 896 мкс для режима «8k». Частотный разнос несущих составляет {\displaystyle \triangle f=1/T}
4464 Гц и 1116 Гц, число несущих (N) 1705 и 6817, соответственно.
В стандарте DVB-T применяются режимы модуляции QPSK, 16-QAM или 64-QAM.

## Сервисные возможности
DVB-T позволяет предоставлять различные цифровые сервисы и услуги:
- Многоканальное мультиплексирование;
- Телевидение стандартной чёткости SDTV в форматах соотношения сторон экрана 4:3 и 16:9;
- Телевидение высокой чёткости HDTV;
- Телевидение сверхвысокой чёткости UHDTV;
- 3D-телевидение в стандарте DVB 3D-TV;
- Интерактивное гибридное телевидение в стандарте HbbTV;
- Видео по запросу;
- Телегид;
- Телетекст;
- Субтитры;
- Стереозвук;
- Объёмный звук;
- Звук Dolby Digital;
- Мультизвук (выбор языка вещания);
- Цифровое радио;
- Синхронизация времени и даты с цифровым телевещанием;
- Передача данных в стандарте DVB-DATA;
- Прямой и обратный каналы связи для интерактивных сервисов в стандартах DVB-RCS и DVB-RCT;
- Широкополосный доступ в Интернет.

В списке представлены все цифровые сервисы и услуги DVB-T. Многие цифровые сервисы и услуги являются интерактивными.

## Приём цифрового сигнала DVB-T
Приём цифрового сигнала DVB-T осуществляется эфирной коллективной, индивидуальной или комнатной антенной подключенной к телевизору со встроенным декодером DVB-T или к ресиверу (тв-приставке) DVB-T.
Также приём цифрового сигнала DVB-T можно осуществлять на любой компьютер со встроенным декодером DVB-T.

## Использование
Цифровое телевидение в России началось с принятия в декабре 1999 года документа «Стратегия перехода от аналогового к цифровому телевизионному вещанию в России», а в мае 2004 года было подписано распоряжение Правительства РФ о переходе до 2015 года на цифровое эфирное телевещание в стандарте DVB-T.
С 2010 года «Российская телевизионная и радиовещательная сеть» (РТРС) начала в России строительство сети эфирного наземного цифрового телевидения в стандарте DVB-T, первые цифровые передатчики были запущены на Дальнем востоке.
Сейчас в России работают несколько частных компаний, которые предоставляют платные услуги цифрового эфирного телевидения в стандарте DVB-T.
С 19 марта 2012 года тестовое цифровое эфирное телевещание в России переведено на новый стандарт DVB-T2.
Наземное цифровое вещание на Украине началось (в Одесской области) в тестовом режиме c сентября 2008 года; в начале 2009 года обеспечивалось уже постоянное вещание. С 1 апреля 2009 года вещание осуществлялось в Киеве, Житомирской, Киевской и Одесской областях. По состоянию на 01.05.2015 телевещание в Киеве осуществляется по трём цифровым мультиплексам стандарта DVB-T/MPEG-2 (одиннадцать телеканалов, мощности передатчиков — 0,5, 1,2 и 1,5 кВт соответственно).
В Белоруссии с 1 июля 2005 года была начата постоянная эфирная трансляция пакета телевизионных и радиовещательных программ в формате DVB-T. По состоянию на 1 января 2016 года охват населения республики цифровым телевещанием стандарта DVB-T составлял 99,45 %. 15 мая 2015 г. аналоговое эфирное телевизионное вещание в дециметровом диапазоне волн было полностью прекращено, а 4 января 2016 г. и в метровом. Однако аналоговый телевизионный сигнал сохранился в кабельных сетях телевидения Белоруссии.
В Латвии (с 1 июня 2010 года) и Литве (с 30 октября 2012 года) эфирное вещание ведёт только в цифровом формате MPEG-4.
В 2010 году в Узбекистане запущено цифровое эфирное телевидение c использованием стандарта DVB-T, вещание ведётся с использованием формата сжатия MPEG-4 AVC. Вещание осуществляется компанией UZDIGITAL TV, в бесплатно распространяемый пакет программ («Базовый») входит 12 телеканалов.
В Германии с 30 марта 2017 года прекращается вещание в стандарте DVB-T в связи с переходом на стандарт DVB-T2 HD.
В Израиле DVB-T-вещание под названием «Digital Terrestrial Television (DTT)» запущено 2 августа 2009 года. В настоящее время можно принимать 5 каналов. Вещание ведётся в формате MPEG-4.